# Дуз-Хотимирський Федір Іванович
Фе́дір Іва́нович Дуз-Хотимирський (*(13)25 вересня 1879, с. Козел, Чернігівського повіту — †5 листопада 1965, Москва) — український радянський шаховий майстер, учасник багатьох турнірів першої половини ХХ сторіччя, один з організаторів Київського Шахового Товариства (офіційно зареєстроване в грудні 1900).

## Біографія
Народився в нинішньому селі Михайло-Коцюбинське (в той час с. Козел Чернігівського повіту), у сім"ї колезького реєстратора Івана Сильвестровича Дуз-Хотимирського і його дружини Пелагеї Павлівни. Енциклопедичний словник з шахів наводить як можливе місце народження Федора Івановича м. Москву, деякі джерела Козелець і Чернігів, а Генна Сосонко — Київ.
Так чи інакше, вперше заявив про себе в Києві. Вигравав у міських турнірах (1900, 1902, 1904, 1906). Разом з С. А. Шиманським організував шаховий клуб і, пізніше, Київське Шахове Товариство. Завдяки зусиллям Товариства Київ на початку 1900-х відвідали майстри Яновський та Чигорін з показовими іграми та лекціями. Михайло Чигорін, як пише в спогадах сам Федір Іванович, був для нього взірцем для наслідування.
Учасник чотирьох Всеросійських шахових турнірів (дебютував у 1900—1901), в тому числі турніру в Києві. Переможець міжнародного турніру в Москві (1907), учасник першого міжнародного турніру в Карлсбаді (серпень-вересень 1907) та інших.
Відомий також як один з наставників юного Олександра Алєхіна: у 1906 році Дуз-Хотимирський давав майбутньому Чемпіону світу (якому було 14 років) та його старшому брату Олексію уроки з теорії дебютів та стратегій шахової боротьби, грав з ними «легкі партії». Зі спогадів Федора Івановича в літературу потрапило повідомлення про складений Альохіним зошит «Я та Дуз-Хотимирський. Москва — 1906 г.» з аналізом партій та конспектами.
Після громадянської війни та долучення України до складу СРСР перебрався у союзну столицю. Учасник п'яти радянських шахових чемпіонатів, найкращий результат у 1923 році: 3—5 місце.
Останні роки провів у Москві. Виступав з лекціями та оглядами в Центральному шаховому клубі СРСР. З огляду на вік і особливості характеру, в довколошаховій літературі про Дуз-Хотимирського залишились анекдотичні історії (зокрема, в спогадах Г. Сосонко і Ю. Авербаха). В свою чергу залишив спогади про багатьох своїх сучасників.
Заслужений майстер спорту СРСР (1942). Орден «Знак Пошани» (1957)